# 白眼潜鸭
白眼潜鸭（学名：Aythya nyroca）为鸭科潜鸭属的鸟类，俗名白眼凫。是一種來自歐亞大陸的中型潛鴨。其學名源自希臘文  aithuia，由包括赫西丘斯和亞里士多德在內的作者提到的一種不明的海鳥，以及nyrok，俄羅斯語中指稱鴨子的名稱。

## 描述
繁殖期的雄鴨頭部、胸部和體側呈現富有光澤的深栗色，與純白色的尾下覆羽形成鮮明對比。飛行時，可以看到白色的腹部和翅下斑塊。雌鴨的顏色較暗淡且偏棕色。雄鴨有黃色的眼睛，而雌鴨的眼睛則是深色的。

## 棲地
白眼潛鴨偏好淺水、富有水下和浮生植物的淡水體，並且在水邊有濃密的挺水植物。有些地區它會利用鹹水或半鹹水的水池或濕地。在遷徙過程中和冬季，它們也會光顧沿海水域、內陸海洋和大型開放的潟湖。

## 分佈
白眼潛鴨分布于西伯利亚、克什米尔、伊朗、土耳其、外高加索、欧洲地中海沿岸、西班牙、希腊、瑞典、丹麦、不列颠群岛、缅甸、印度、孟加拉、埃以及中国大陆的新疆、内蒙古西藏、甘肃、陕西、四川、云南、广西、山东、湖南等地。
繁殖範圍從伊比利亞半島和馬格里布向東延伸到西蒙古，向南至阿拉伯地區。不過在西部現在變得稀少且分佈零散，在某些國家已局部滅絕。該鴨在整個地中海盆地和黑海過冬，一些數量較少的鴨子會通過尼羅河谷遷徙到撒哈拉以南的非洲。 東部的鳥類在南亞和東南亞過冬。

## 習性
這些是群居鳥類，但比其他潛鴨屬（Aythya）物種少見，但在常見的地方，冬季可以形成一大群，通常與其他潛鴨，如鳳頭潛鴨和紅頭潛鴨混合。牠們從一月起開始配對，在求偶過程中，雄鴨常常將尾巴捲曲，使其浸入水中，形成一個三角形的白色尾下覆羽斑塊。在常見的地區，牠們會在受保護的地點如島嶼上形成群體，通常與鷗類共生。在稀少的地方，牠們會單獨築巢，選擇分散且隱蔽的地點。
卵從四月底或五月初開始產在靠近水邊的地面上的巢中，有時會在挺水植物間建造浮巢。卵的孵化期為25-27天，雛鳥的羽化期為55-60天。
這些鳥類主要通過潛水或涉水覓食。牠們吃水生植物，也吃一些軟體動物、水生昆蟲和小魚。牠們經常在夜間覓食，並會為了覓食而上下顛倒（涉水），這是比潛水更常見的覓食方式。

## 保育
由於人為原因導致其偏好的棲地退化和破壞，該物種受到威脅，這些原因非常廣泛和多樣，包括壩區、排水、污染和管理不當。外來物種的引入也導致棲地退化，例如，湖泊中的放養和錯誤引入草魚 （Ctenopharyngodon idella）導致鴨子可食用的植物和動物生物量減少。此外，由於氣候變化導致乾旱威脅增加，可能對該物種在其範圍內較乾旱的地區構成威脅。漁船和釣魚者在邊緣植被中的活動增加，可能導致繁殖地的放棄或在人口密集地區如西歐打亂繁殖時間。白眼潛鴨也受到狩獵威脅，大量個體在秋季遷徙途中和冬季棲地被獵殺。儘管在大多數歐洲國家受到保護，非法和意外的狩獵依然存在。該物種是非洲-歐亞遷徙水鳥保護協定（AEWA）所適用的物種之一。 在最近的地方性保護措施中，應提及將亞美尼亞的該物種繁殖棲地納入《伯恩公約》保護的翡翠網絡內。

## 圖庫

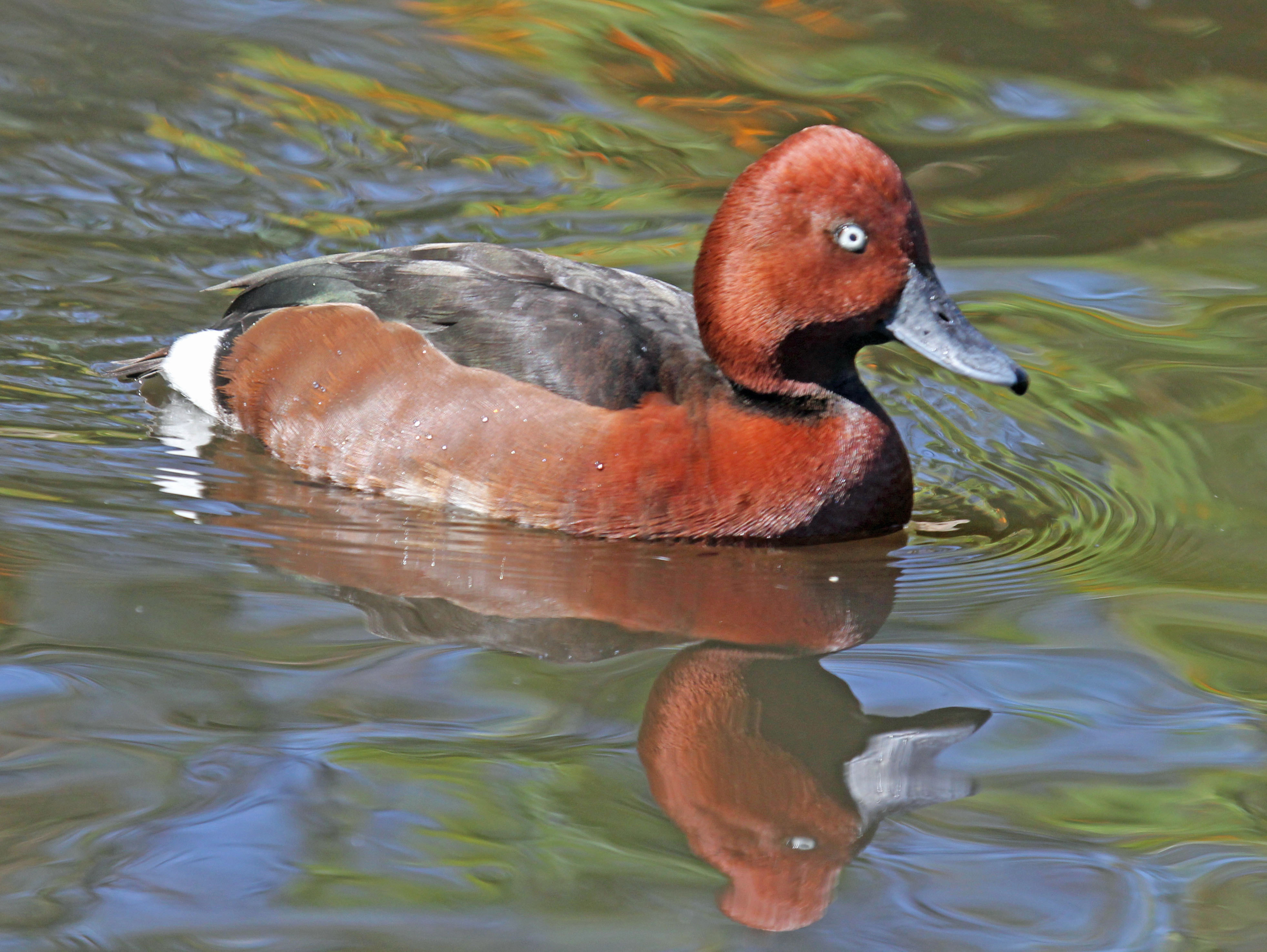
雄鴨
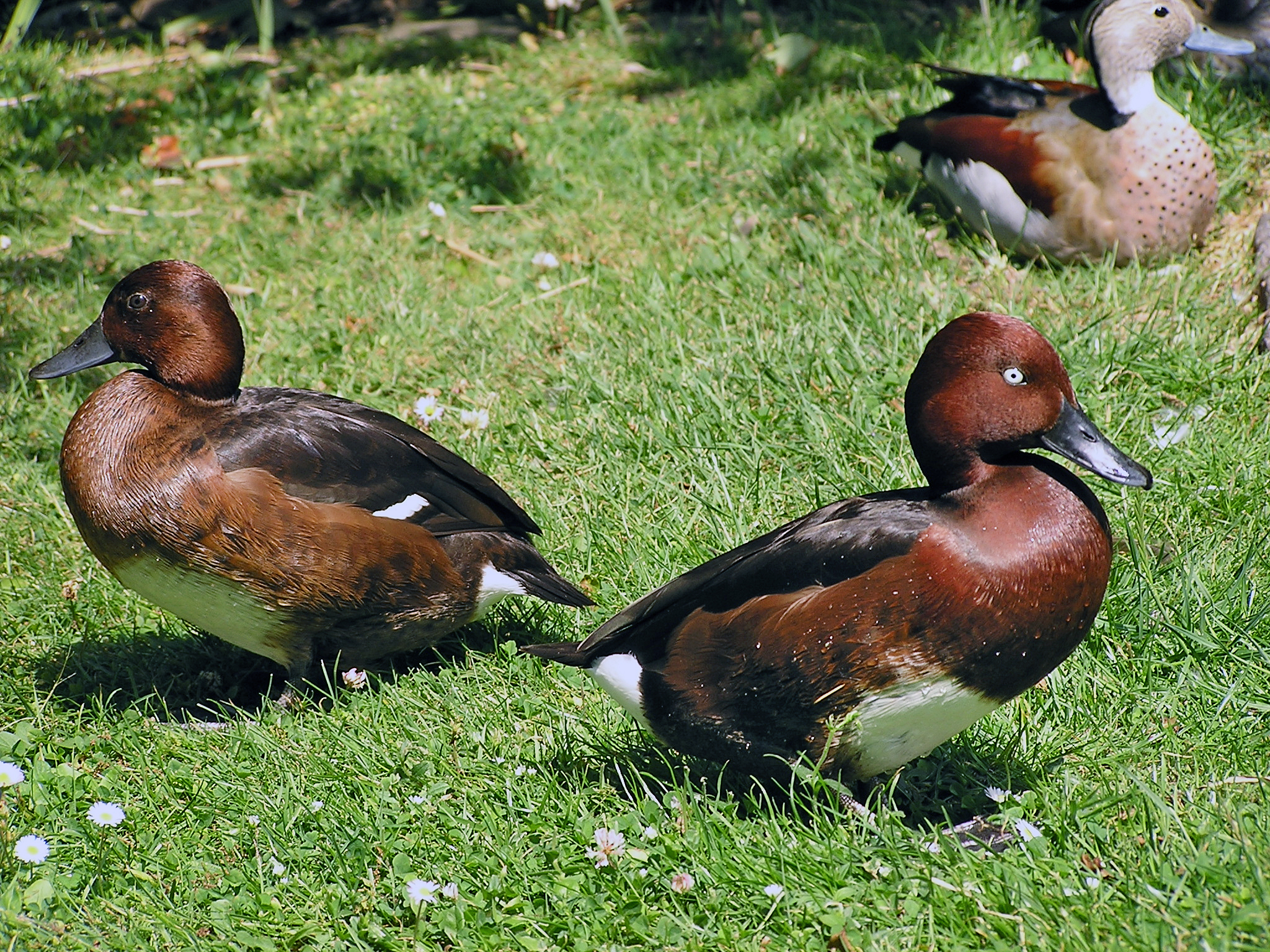
白眼潛鴨
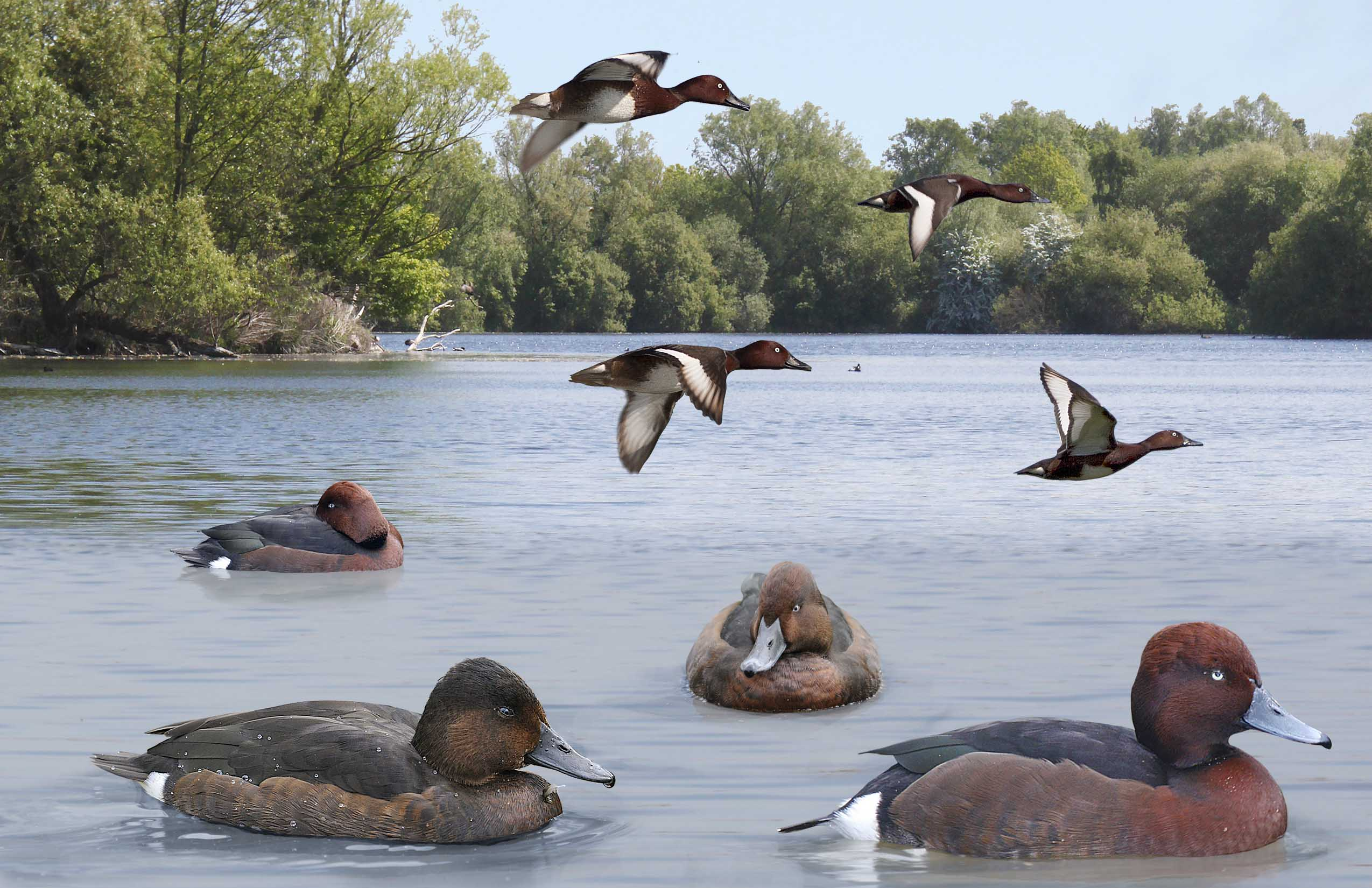
合成鑑識圖
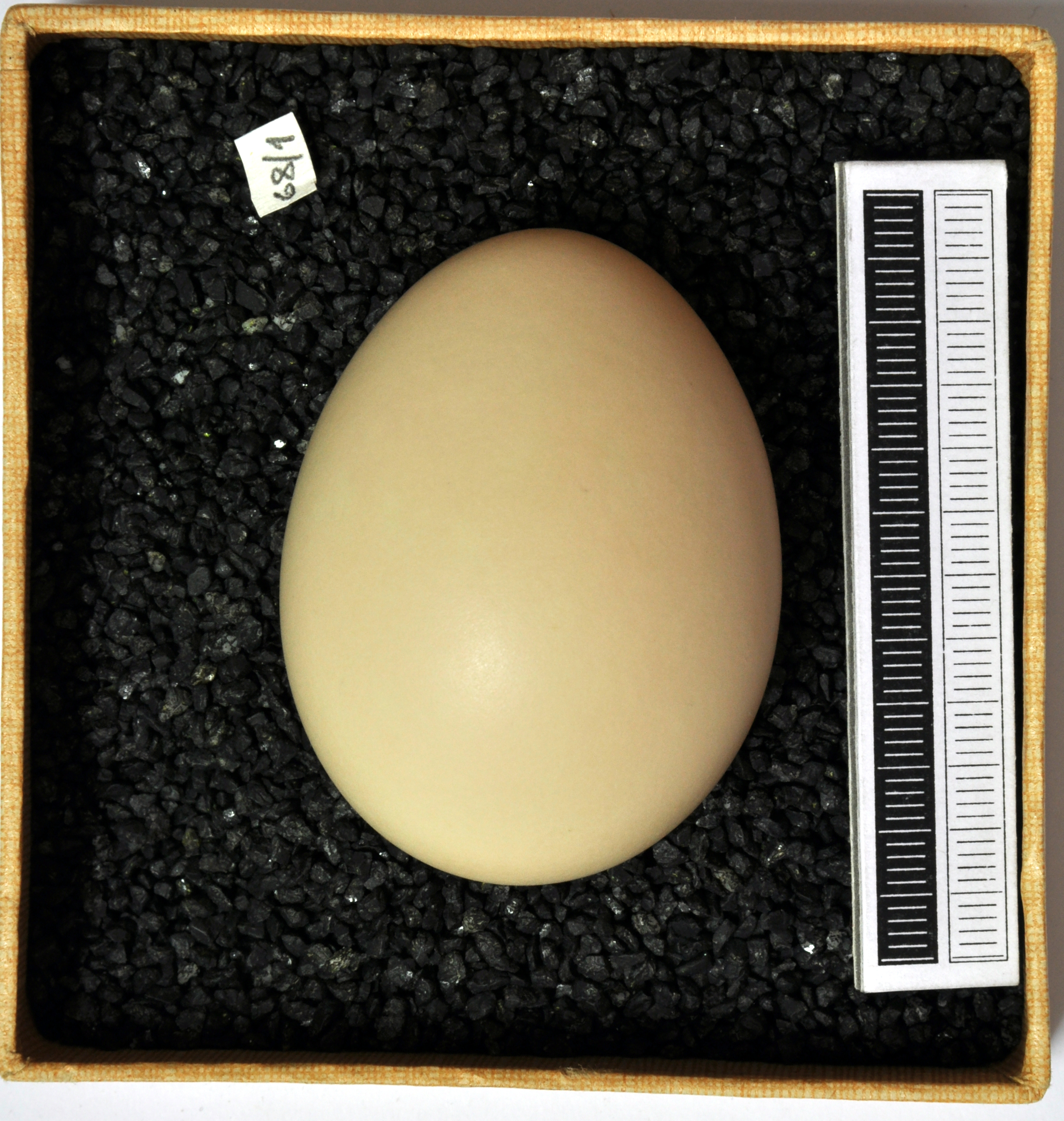
蛋, 收藏於威斯巴登博物館

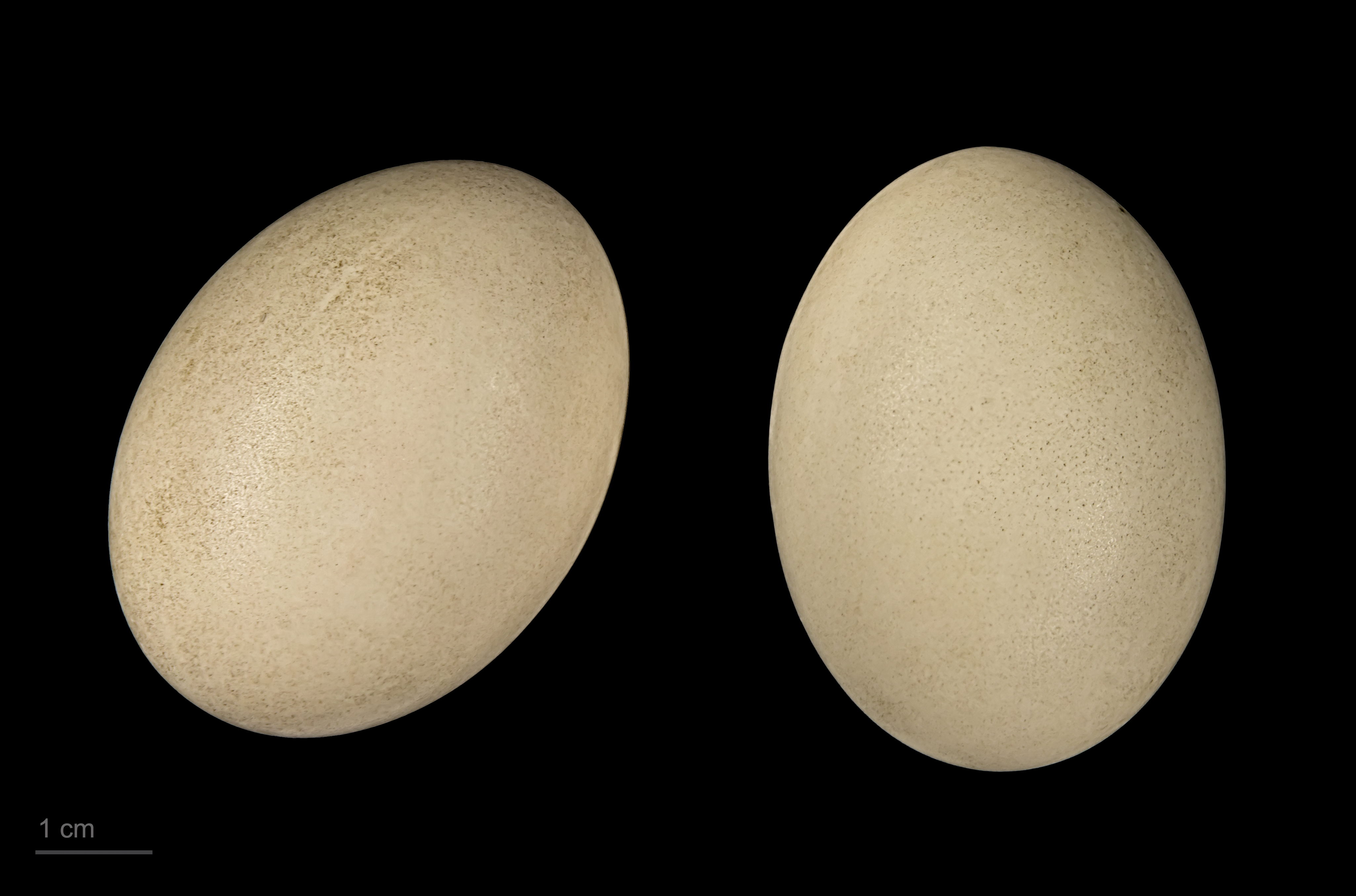
Aythya nyroca

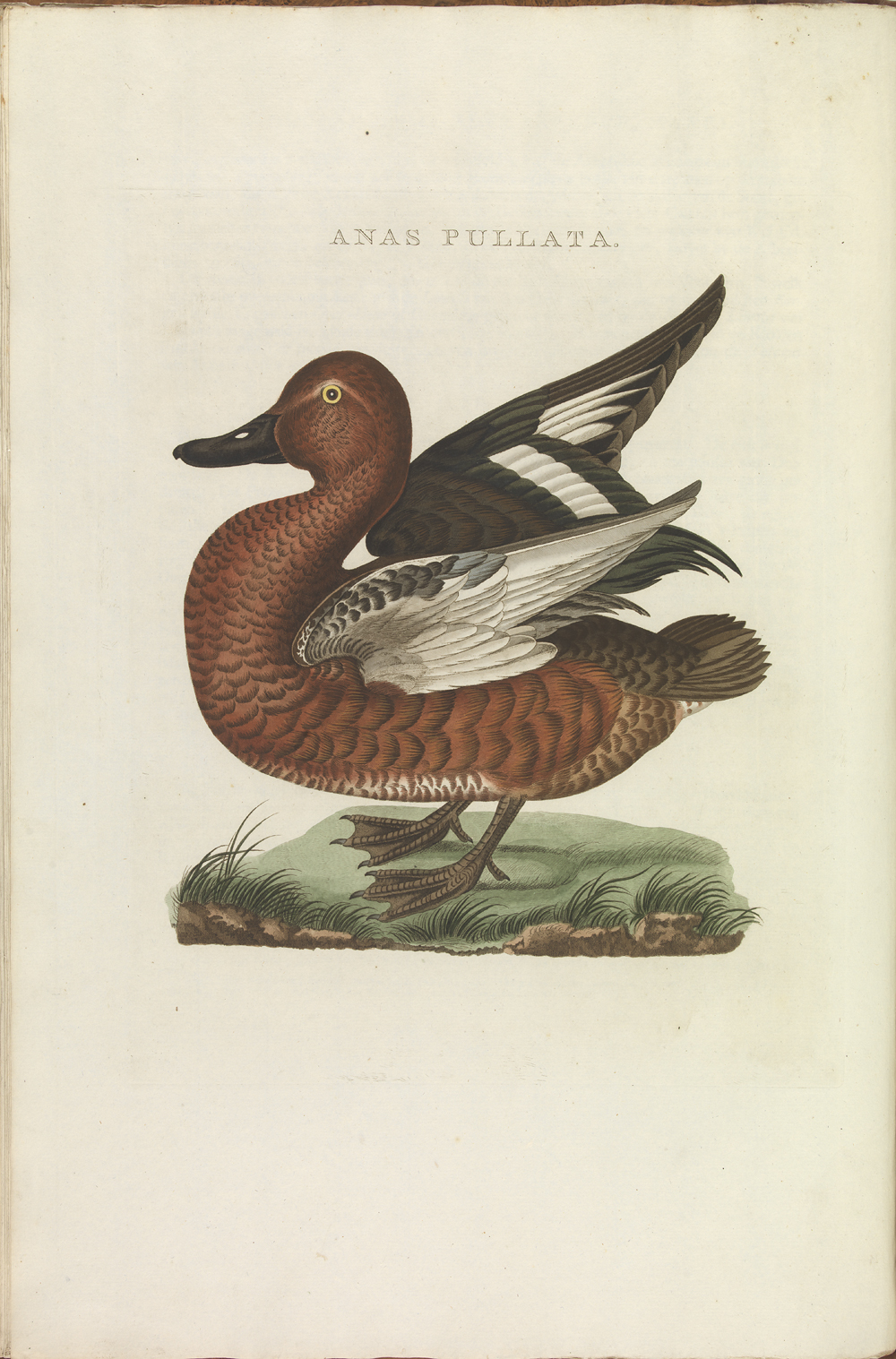
"Aythya nyroca" (雄), 於《Nederlandsche Vogelen》一書中，被稱為 "Anas pullata", c. 1800